# Love & Gelato
Love & Gelato ist eine romantische Komödie aus dem Jahr 2022, die auf Netflix veröffentlicht und von Brandon Camp inszeniert und geschrieben wurde. Sie folgt der 17-jährigen Lina Emerson (Susanna Skaggs), die im Sommer vor dem Beginn ihres Studiums nach Rom reist – kurz nach der Beerdigung ihrer Mutter, um deren letzten Wunsch zu erfüllen. In Italien begibt sie sich auf eine Reise voller Romantik, Abenteuer und Gelato (Eis). Der Film basiert auf dem erfolgreichen Jugendroman Love & Gelato von Jenna Evans Welch aus dem Jahr 2016.

## Handlung
Nach dem Tod ihrer Mutter verbringt die 17-jährige Amerikanerin Lina Emerson den Sommer in Rom, bevor sie aufs College geht. Ihre extrovertierte beste Freundin Addie wollte sie begleiten, doch Lina reist allein, um den letzten Wunsch ihrer Mutter Hadley zu erfüllen. Lina hat wenig Interesse an persönlichem Kontakt und auch nicht an Social Media.
In Italien angekommen, soll sie bei Howards, einem Freund ihrer Mutter, wohnen. Howard ist der Verwalter einer Gedenkstätte für Gefallene des Zweiten Weltkriegs, wo er mit seiner Assistentin Sonia arbeitet. Sonia übergibt Lina später das Tagebuch ihrer Mutter aus deren Jugendjahren in Italien. In der Nacht erhält Lina einen Anruf von Alessandro „Ale“, der sie zu einer Operngala einlädt.
Francesca hilft Lina mit einem Makeover, bevor sie Ale begleitet. Lina gesteht ihm, dass sie kaum Lebenserfahrung hat, doch Ale zeigt sich unbeeindruckt. Er animiert sie, verbotene Bereiche der Oper zu erkunden, bis die Sicherheitskräfte sie erwischen. Später verlässt Lina die Veranstaltung, als Ale von seinem Vater zu geschäftlichen Kontakten gedrängt wird. Auf dem Weg hinaus trifft sie Lorenzo, der beim Catering aushilft. Er bietet ihr Ersatzkleidung und eine Mitfahrgelegenheit an. Gemeinsam besuchen sie eine geheime Bäckerei.
Am nächsten Tag nimmt Ale Lina mit zu einem Wasserfall, wo sie zusammen baden. Er schwört ihr Exklusivität und Lina erlebt ihren ersten Kuss. Doch als sie Ale online überprüft, entdeckt sie ein Foto von ihm mit einem anderen Mädchen. Sie stellt ihn zur Rede.
Kurz darauf besucht Lina mit Francesca und Howard ein Mittagessen bei Lorenzos Familie. Dort sieht sie, wie Lorenzo für eine Aufnahmeprüfung an einer Kochschule übt, wird aber durch dessen eifersüchtige Freundin gestört.
Beim Gespräch mit Howard glaubt Lina fälschlicherweise, er sei ihr Vater. Howard erklärt zwar, dass das nicht stimme, bietet aber dennoch an, die Vaterrolle einzunehmen, da er Linas Mutter geliebt hat. Schließlich erfährt Lina, dass ihr eigentlicher Vater ihr ehemaliger Fotografieprofessor Matteo Fossi ist.
Lina reist nach Florenz, um Fossi aufzusuchen, und trifft zufällig Lorenzo im Zug. In Fossis Atelier stellt sie sich als seine Tochter vor, doch er weist sie ab. Enttäuscht nimmt sie ein Foto ihrer Mutter mit. Zurück in Rom küssen sich Lina und Lorenzo, doch Lina erklärt, der Zeitpunkt sei falsch.
Als Lina beschließt, früher in die USA zurückzukehren, eilt Addie nach Rom, um sie aufzumuntern. Zusammen gehen sie auf Ales Abschlussfeier, wo Lina erkennt, dass Ale nie von seiner Familie loskommen wird. Gleichzeitig erfährt sie, dass Lorenzo nach Paris ziehen will. Sie eilen zum Bahnhof, wo Lina ihm Glück wünscht und eingesteht, dass ihr Kuss kein Fehler war.
Schließlich übergibt Lina Howard das Liebesschloss ihrer Mutter und bittet ihn, eine Art Adoptivvater für sie zu werden. Sie verschiebt ihr Studium um ein Jahr.
Ein Jahr später trifft Lina Lorenzo erneut in Rom vor der geheimen Bäckerei. Er erzählt ihr, dass er diese übernommen hat. Gemeinsam fahren sie auf seiner Vespa zu seiner Großmutter aufs Land.

## Besetzung und Synchronisation
| Schauspieler        | Rollenname        | Synchronsprecher  |
| ------------------- | ----------------- | ----------------- |
| Susanna Skaggs      | Lina Emerson      | Daniela Molina    |
| Valentina Lodovini  | Francesca         | Erika Vendemiati  |
| Owen McDonnell      | Howard            | Alexander Doering |
| Saul Nanni          | Alessandro Albani | Christian Zeiger  |
| Tobia de Angelis    | Lorenzo Ferazza   | Alessandro Alioto |
| Anjelika Washington | Addie             | Marie Hinze       |
| Alex Boniello       | Fleetwood Zach    | Philipp Lind      |

## Produktion
Love & Gelato wurde von Brandon Camp geschrieben und inszeniert. Gedreht wurde der Film in Italien und produziert von Viola Prestieri, David Bertoni und GT Film. Der Film basiert auf dem Jugendroman Love & Gelato von Jenna Evans Welch aus dem Jahr 2016.

## Veröffentlichung
Der Film wurde am 25. Mai 2022 angekündigt und am 22. Juni desselben Jahres weltweit auf Netflix veröffentlicht.

## Rezeption
Der Film erhielt überwiegend negative Kritiken und hält eine Bewertung von 22 % auf Rotten Tomatoes. Kritisiert wurden insbesondere die starke Abhängigkeit von Klischees sowie die Oberflächlichkeit des Drehbuchs. Zudem äußerten auch viele Leserinnen und Leser des zugrunde liegenden Romans online ihre Enttäuschung.